# 小島梨里杏
小島梨里杏（日语：／ Kojima Riria，1993年12月18日—），原名馬場梨里杏，舊藝名馬場梨里杏及梨里杏，是日本東京都出身的女演員。她於2011年第3屆集英社「Gravure JAPAN 2011」之中獲得週刊PLAYBOY大獎。其後在2014年超級戰隊系列電視劇集《烈車戰隊特急者》之中飾演「美緒／特急3號」。目前隸屬於TOYOTA OFFICE旗下。2015年6月17日在個人Twitter宣佈改名為小島梨里杏，2020年12月28日與LesPros契約期滿。2021年3月1日於Twitter宣佈屬於TOYOTA OFFICE。

## 出演

### 電視劇
- 周五娛樂 Monta Mino的真實故事「撒謊的男人」（2002年12月20日、富士電視台）
- 周一神秘劇場 西村京太郎懸疑 偵探左文字進9「第16年的訪問者」（2004年5月10日、TBS）
- 周二懸疑劇場 警視廳鑑別班（2004年、日本電視台）
- 菜鳥老師來報到（2004年、富士電視台）
- Division 1 stage15 御台場冒險王SP 男朋友誓言!!（2005年、富士電視台）
- 假面骑士KABUTO（2006年、朝日電視台）
- 老師真偉大！（2008年4月12日、日本電視台） - 2年B組學生
- BLOODY MONDAY（2008年、TBS）
- 吸血鬼男孩（2009年、富士電視台） - 目黑百合
- 天裝戰隊護星者（2010年、朝日電視台）
- 新・警視廳搜査一課9系 season 2（2010年、朝日電視台）
- 太陽公公（2011年、NHK）
- 耀子與我們的夏天（2012年、NHK綜合頻道）
- 父親的工作是裏稼業（2012年、BeeTV）
- 偶像都市傳説（2012年9月23日、PigooHD）
- 算術刑警零（2013年9月30日、NHK）
- 烈車戰隊特急者（2014年2月16日 - 2015年2月15日、朝日電視台）
- 表參道高校合唱部！（2015年7月17日 - 9月25日、TBS電視台）
- 青春偵探晴也～不容許大人的作惡～（2015年、讀賣電視台・日本電視台）
- 帶子信兵衛（2015年11月13日 - 12月18日、NHK BS Premium）- おぶん
- 牙狼〈GARO〉-魔戒烈傳-- 第5話（2016年5月7日、東京電視台）- ユナ
- 早晨來到（日语：朝が来る）（2016年6月5日 - 7月31日、富士電視台）- 片倉茜
- 最後的刑警（2016年11月5日・12日、日本電視台）- 瀧口美香
- 三個奶爸（2017年5月31日 - 6月21日、TBS電視台）- 坪井亞沙美
- 成人高校 番外篇 ～在炎上的櫻桃聖誕節～（2017年12月17日、AbemaTV）- 椿綾乃
- 致鬱生日（2023年2月8日 - 3月29日、關西電視台） - 須原まゆき[5]

### 電影
- 獸電戰隊強龍者 VS Go Busters 恐龍大決戰！ 再見永遠的朋友啊（2014年1月18日、東映）- 特急3號（聲）
- 絕狼〈ZERO〉-BLACK BLOOD--（白之章）（2014年3月8日）- 尤娜
- 絕狼〈ZERO〉-BLACK BLOOD--（黒之章）（2014年3月22日、東北新社） - 尤娜
- 平成騎士對昭和騎士 假面騎士大戰 feat.超級戰隊（2014年3月29日）- 夏目美緒 / 特急3號（聲）
- 烈車戰隊特急者 THE MOVIE 銀河路線SOS（2014年7月19日）- 夏目美緒 / 特急3號（聲）
- 烈車戰隊特急者 VS 強龍者 THE MOVIE(2015年1月17日、東映) - 夏目美緒 / 特急3號（聲）
- 先輩と彼女（2015年10月17日、東映） - 沖田葵
- 人狼遊戲 越獄（2016年7月2日、AMG娛樂（日语：AMGエンタテインメント））-飾 乾朱莉(初主演)
- 暗黑女子(2017年4月1日、東映）-飾 小南あかね(小南彩音)
- 某町的高煙囪(2019年6月22日）-飾 加屋千穂
- 青春萬花筒(2019年8月24日)-飾 外村詩織

### MV
DOBERMAN INFINITY「ずっと」-女主角

## 作品
- 梨里杏とデート（2005年、心交社）
- I AM RiRia‐アイ・アム・リリア‐（2012年、晋遊舍）

## 書籍
- Lily White（2005年、心交社）
- 半透明（2019年、玄光社）

## 外部連結
- LesPros Entertainment內的個人資料 （页面存档备份，存于）（日語）
- 個人網誌 （页面存档备份，存于）（日語）
- 小島梨里杏的X（前Twitter） （日語）
- 小島梨里杏 （页面存档备份，存于）的Instagram帳戶（日語）

| 前任： 小宮有紗 （特命戰隊Go Busters） | 日本超級戰隊系列黃色戰士演員 烈車戰隊特急者 2014年2月16日-2015年2月8日 | 繼任： 中村嘉惟人 （手裏劍戰隊忍忍者） |